# Lasiopleura
Lasiopleura is een vliegengeslacht uit de familie van de halmvliegen (Chloropidae).

## Soorten
- L. barberi Sabrosky, 1951
- L. capax (Coquillett, 1898)
- L. grisea Malloch, 1934
- L. hirta (Loew, 1863)
- L. hirtoides Sabrosky, 1951
- L. itascae Sabrosky, 1951
- L. shewelli Sabrosky, 1951
- L. willistoni Sabrosky, 1951